# A.P.D. Tortona Villalvernia
Associazione Polisportiva Dilettantistica Tortona Villalvernia hay đơn giản là Tortona Villalvernia là một câu lạc bộ bóng đá Ý, có trụ sở tại Tortona, Piedmont.

## Lịch sử
Câu lạc bộ được thành lập vào năm 1983 với tên AC Villalvernia.
Vào mùa hè năm 2009, câu lạc bộ chơi ở Prima Cargetoria Piedmont và Thung lũng Aosta đã được đổi tên thành Pol. Villalvernia Val Borbera sau khi mua lại danh hiệu thể thao của câu lạc bộ Promozione ASD Val Borbera Calcio.
Vào cuối mùa Eccellenza 2010-11, Villavernia VB đã được thăng hạng từ Eccellenza Piedmont và Thung lũng Aosta đến Serie D lần đầu tiên, sau khi một sự thăng thiên bắt đầu ở Promozione Piedmont và Thung lũng Aosta trong mùa 2009-10.
Vào mùa hè 2012, câu lạc bộ đã chuyển từ Villalvernia sang Tortona và được đổi tên thành APD Tortona Villalvernia.
Trong mùa giải 2012-13, câu lạc bộ đã xuống hạng  Eccellenza.

## Màu sắc và huy hiệu
Màu sắc của đội là vàng và xanh.

## Sân vận động
Các trận đấu trên sân nhà được chơi tại sân vận động Fausto Coppi ở Tortona.